# Römisches Brandgräberfeld Hüttingen an der Kyll
Koordinaten: 49° 57′ 23″ N, 6° 35′ 48″ O
Das Römische Brandgräberfeld Hüttingen an der Kyll ist ein römisches Grabfeld in der Ortsgemeinde Hüttingen an der Kyll im Eifelkreis Bitburg-Prüm in Rheinland-Pfalz.

## Beschreibung
Auf der heutigen Gemarkung von Hüttingen an der Kyll befinden sich zwei römische Grabfelder. Eines wurde südöstlich des Ortes auf der rechten, hier unbewohnten Seite des Flusses Kyll, entdeckt. Ein weiteres Grabfeld befindet sich östlich von Hüttingen in einem Waldgebiet in Richtung Gondorf.
Das erste Grabfeld lässt sich als gallorömisch einordnen, das zweite als römerzeitlich.

## Archäologische Befunde

### Grabfeld 1 an der Kyll
Im Jahre 1912 wurde dieses Grabfeld unweit der Kyll entdeckt und geplündert. Bekannt ist, dass es sich um Brandgräber handelte, die in der Spätlatènezeit sowie in der frührömischen Epoche zu verorten sind. Als Beigaben wurden Terra-Nigra-Flaschen, gallische Sigillatellen, zwei Spiralfibeln aus der Latènezeit sowie Fibelreste beobachtet.

### Grabfeld 2 Richtung Gondorf
Dieses Brandgräberfeld wurde ebenfalls 1912 entdeckt und ausgegraben. Bekannt wurde hiervon lediglich, dass man auf quadratische Kalksteinkisten mit Deckplatten gestoßen ist. Möglicherweise handelte es sich hierbei um Aschenkisten. Neben den Urnen sind als Beigaben Teller und Münzen bekannt.

## Erhaltungszustand und Denkmalschutz
Im Zuge der Raubgrabungen wurden die beiden Gräberfelder weitestgehend zerstört und sind nicht mehr vor Ort erhalten. Grabfeld 1 befindet sich zudem in einer landwirtschaftlich genutzten Ackerfläche. Grabfeld 2 liegt heute in einem Waldgebiet.
Die Gräberfelder sind als eingetragenes Kulturdenkmal im Sinne des Denkmalschutzgesetzes des Landes Rheinland-Pfalz (DSchG) unter besonderen Schutz gestellt. Nachforschungen und gezieltes Sammeln von Funden sind genehmigungspflichtig, Zufallsfunde an die Denkmalbehörden zu melden.